# Корнилов, Пётр Петрович
Пётр Петрович Корнилов (1804—1869) — генерал-лейтенант русской императорской армии, московский комендант (1863—1869). Брат И. П. Корнилова и Ф. П. Корнилова.

## Биография
Родился 1 (13) мая 1804 года, сын героя Отечественной войны 1812 года генерал-лейтенанта Петра Яковлевича Корнилова от брака с Марией Фёдоровной урождённой Аристовой. Его братья: Павел, Иван (действительный тайный советник, член совета Министерства народного просвещения, историк), Аркадий (подполковник, погиб на Кавказе), Фёдор (действительный тайный советник), Евгений.
Поступил в Петришуле в октябре 1816 года. Военное образование получил в Пажеском корпусе, из которого был выпущен 17 апреля 1823 года прапорщиком в лейб-гвардии 1-ю артиллерийскую бригаду.
В 1830 году, в чине поручика, был командирован на Кавказ для участия в военных действиях и находился в экспедиции против абадзехов и шапсугов; в 1831 году за отличие награждён орденом Св. Анны 4-й степени с надписью «За храбрость».
По возвращении с Кавказа Корнилов снова вступил в ряды гвардейской артиллерии. В 1834 году он был назначен командиром батарейной № 1 роты 3-й гвардейской гренадерской артиллерийской бригады; в 1835 году произведён в полковники, в 1837 году перемещён командиром лейб-гвардии батарейной № 5 батареи, а в 1844 году назначен командующим 3-й гвардейской и гренадерской артиллерийской бригадой; 25 июня 1845 года был произведён в генерал-майоры, с утверждением в должности, а в 1848 году награждён орденом Св. Владимира 3-й степени.
В 1849 году был назначен командиром лейб-гвардии 1-й артиллерийской бригады, входившей в состав 1-й гвардейской пехотной дивизии и временно исправлял должность начальника Гвардейской артиллерийской дивизии; за отличное исполнение обеих должностей он 6 декабря того же года был награждён орденом Св. Станислава 1-й степени. Несколько раннее, в том же 1849 году, вслед за возвращением гвардии из Венгерского похода, Корнилов был назначен начальником 6-й артиллерийской дивизии, с зачислением по гвардейской артиллерии. И наконец 26 ноября за беспорочную выслугу 25 лет в офицерских чинах он в получил орден Св. Георгия 4-й степени (№ 8163 по кавалерскому списку Григоровича — Степанова). В 1851 году Корнилову был пожалован орден Св. Анны 1-й степени.
В 1854 году Корнилов назначен начальником Гренадерской артиллерийской дивизии, с которой и находился в составе войск действовавших в Крыму; 30 августа 1855 года он был произведён в генерал-лейтенанты; в 1856 году пожалован императорской короной к ордену Св. Анны 1-й степени, а в 1857 году орденом Св. Владимира 2-й степени.
В 1863 году Корнилов был назначен московским комендантом и 16 (28) марта 1869 года внезапно скончался. Похоронен в родовом имении, селе Введенском в Костромском уезде.

## Награды

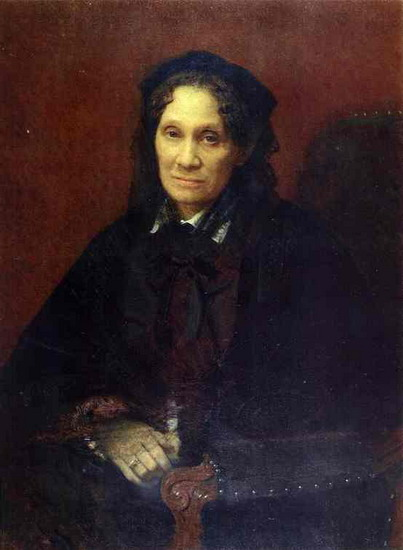
Е. Н. Корнилова, жена

- Орден Святой Анны 4-й ст. (1831),
- Орден Святого Владимира 3-й ст. (1848),
- Орден Святого Георгия 4-й ст. (1849),
- Орден Святого Станислава 1-й ст. (1849),
- Орден Святой Анны 1-й ст. (1851),
- Орден Святого Владимира 2-й ст. (1857)

## Семья
Корнилов был женат на Екатерине Никтополионовне Клементьевой (1820—1897), дочери витебского и костромского вице-губернатора Никтополиона Михайловича Клементьева (1793—1871) от первого его брака с  Надеждой Александровной Кожиной (1796—1838). В браке у них было одиннадцать детей: Мария (1839—?), Надежда (1841—?), Николай (1844—1859), Александра (1846—?), Пётр (1849—?), Аркадий (1850—?), София (1852—?), Вера (1855—?), Елена (22.12.1857) и близнецы Владимир (1859—?) и Екатерина (1859—10.05.1870; умерла от тифозной горячки).